# Dendrophylax constanzensis
Dendrophylax constanzensis é uma espécie de orquídea, família Orchidaceae, endêmica da República Dominicana, onde cresce em áreas bastante úmidas e abafadas. Trata-se de planta epífita, monopodial, com caule insignificante e efêmeras folhas rudimentares, com inflorescências racemosas que brotam diretamente de um nódulo na base de suas raízes. As flores tem um longo nectário na parte de trás do labelo.

## Publicação e sinônimos
- Dendrophylax constanzensis (Garay) Nir, Orchid. Antill.: 83 (2000).

Sinônimo homotípico:
- Campylocentrum constanzense Garay, J. Arnold Arbor. 50: 468 (1969).